# Attentat de 2015 du métro d'Istanbul
L'attentat de 2015 du métro d'Istanbul est un attentat survenu le 1er décembre 2015 dans le métro d'Istanbul, en Turquie. La presse francophone évoque plusieurs blessés, au moins cinq.

## Déroulement
Le 1er décembre 2015, une explosion se produit, peu après 17h,, près de la station de Bayrampaşa-Maltepe, à Istanbul. Les autorités déclarent initialement qu'un « bruit ressemblant à une explosion a été rapporté à la station de métro de Bayrampa[ş]a et a provoqué l’arrêt du trafic. L’origine de ce bruit n’est pas connue. ». Le maire du quartier déclare qu'il s'agirait d'une bombe artisanale. Selon les agences de presse turques Dogan et le quotidien Hürriyet qui citent des sources proches des services de sécurité, « la détonation avait été causée par un engin dissimulé dans un tuyau et placé près d'une passerelle qui enjambait la ligne de métro. ».

## Sources
- (en) Cet article est partiellement ou en totalité issu de l’article de Wikipédia en anglais intitulé « 2015 Istanbul metro bombing » (voir la liste des auteurs).